# Брендель, Виктор Александрович
Виктор Александрович Брендель (8 марта 1882, Черниговская губерния — 27 февраля 1969, Сан-Франциско) — русский военачальник, генерал-лейтенант, участник Белого движения в годы Гражданской войны.

## Биография
Православный; уроженец Черниговской губернии.
Окончив Орловский Бахтина кадетский корпус, с 1 сентября 1899 г. вступил в службу. В 1902 г. окончил Константиновское артиллерийское училище, выпущен подпоручиком (ст. 10.08.1902) в 14-ю конно-артиллерийскую батарею. 9 августа 1904 произведён в поручики. В 1908 г. окончил по 1-му разряду Николаевскую академию Генерального штаба, со 2 мая 1908 г. — штабс-капитан.
С 15 октября 1908 по 1 октября 1909 г. был прикомандирован к Офицерской кавалерийской школе; с 9 ноября 1909 по 14 ноября 1911 г. отбывал цензовое командование эскадроном в 10-м гусарском Ингерманландском полку. С 6 декабря 1910 г. — капитан. Затем — старший адъютант штаба: в 50-й пехотной дивизии (с 26 ноября 1911 по 14 августа 1913), в 1-й гвардейской кавалерийской дивизии (по 26 января 1914). С 26 января 1914 г. — обер-офицер для поручений при штабе гвардейского корпуса.
Участник Первой мировой войны. 6 декабря 1914 г. произведён в подполковники. C 12 мая 1915 г. исполнял должность начальника отделения управления генерал-квартирмейстера штаба Главнокомандующего армиями Юго-Западного фронта. 15 августа 1916 г. произведён в полковники (со старшинством 6 декабря 1915). С 5 марта 1916 г. исполнял должность начальника штаба 2-й гвардейской кавалерийской дивизии; с 12 августа 1917 г. — должность генерала для поручений при Командующем Особой армией.
В апреле 1918 г. состоял в РККА, начальником оперативного отдела штаба Петроградского района.
С 8 августа 1918 г. — в армии Украинской Державы, полковник. 10 октября 1918 г. назначен военным агентом в Румынию; на 21 ноября 1918 г. значился в той же должности, но проживал в Киеве.
Впоследствии служил в армии адмирала А. В. Колчака в кавалерийских частях. Участник Сибирского Ледяного похода. Генерал для поручений при командующем Дальневосточной армией.
29 февраля 1920 г. откомандирован в комиссию по военным заготовкам за рубежом. Присвоено звание генерал-лейтенант. Эмигрировал в Харбин (Китай). Умер в Сан-Франциско.

## Награды
- Орден Святого Станислава 3-й степени (06.12.1913)
- Орден Святой Анны 3-й степени с мечами и бантом (ВП 06.11.1914)
- Орден Святого Владимира 3-й степени с мечами (07.01.1917)
- Знак отличия Военного ордена «За Великий Сибирский поход» I степени (№ 5; 31.07.1920).